# Niševac
Niševac (cyr. Нишевац) – wieś w Serbii, w okręgu niszawskim, w gminie Svrljig. W 2011 roku liczyła 416 mieszkańców.